# Meigenia impatiens
Meigenia impatiens là một loài ruồi trong họ Tachinidae.